# Supetar
Supetar är en stad på ön Brač i Kroatien. Staden är en stor turistort som lockar många turister under sommarhalvåret. Supetar har också Bračs största hamn med färjetrafik till Split ca 15 gånger per dag under högsäsongen. Operatör av färjetrafiken är Jadrolinija och Splittours.
Staden har en befolkning på 3062 personer, vilket gör den till den största, och snabbast växande staden på ön Brač.
Till Supetars kommun räknas också orterna Splitska, Skrip och Mirca.
I staden finns också flera imponerande historiska byggnader. Församlingskyrkan med sina monumentala trappor, byggd 1733, räknas som en av stadens mest historiska byggnader. Inne i kyrkan finns målningar av den lokala barockmålaren Feliks Tironi. Staden erbjuder också ett flertal olika fritidsaktiviteter som bland annat simbassänger, tennisplaner, vattenskidåkning och fiske.